# محمد دبی
محمد دبی (عربی: محمد بن إدريس ديبي إتنو؛ زادهٔ ۱ ژانویهٔ ۱۹۸۴) سیاست‌مدار اهل چاد است.